# Freedom of the Press Foundation
La Freedom of the Press Foundation est une organisation non gouvernementale internationale à but non lucratif, fondée en 2012 aux États-Unis. Son objectif est de soutenir et financer des actions d'intérêt public axées sur la liberté d'expression et la liberté de la presse.

## Présentation
Le 17 décembre 2012, un groupe de journalistes et de militants de la liberté de la presse a créé la Freedom of the Press Foundation (littéralement « Fondation pour la liberté de la presse »), une association visant à soutenir et financer des organisations ou journalistes indépendants qui dénoncent la corruption des gouvernements et défendent la transparence,
Son conseil d'administration est dirigé par un des plus célèbres lanceurs d'alerte américains, Daniel Ellsberg, qui est à l'origine de la divulgation au New York Times des Pentagon Papers en 1971 concernant la guerre du Viêt Nam.
La fondation soutient des organisations comme WikiLeaks, MuckRock News, National Security Archive (archives déclassifiées de la CIA), The UpTake (en), le Bureau of Investigative Journalism, le Center for Public Integrity (CPI) (littéralement « Centre pour l'intégrité publique »), Truthout (en),.
Le 14 janvier 2014, la fondation annonce qu'Edward Snowden sera membre de son conseil d'administration à compter de février 2014,.

## Soutien de Chelsea Manning
Cette organisation a levé des fonds pour retranscrire l'intégralité du procès de Chelsea Manning, la soldate américain accusée d'avoir transmis 250 000 câbles diplomatiques américains et 500 000 rapports de l'armée américaine concernant la seconde guerre de l'histoire contemporaine de l'Afghanistan et de la guerre d'Irak à Wikileaks; l'armée américaine ayant refusé de publier les transcriptions.

### Interview
- (en) Interview des fondateurs (durée : 29 minutes) par un journaliste du Huffington Post, publiée le 19 décembre 2012 : Freedom of the Press Foundation Established to Crowd-Fund Transparency Journalism   (Youtube)